# Ľudovít
Ľudovít  è un nome proprio di persona slovacco maschile.

## Varianti in altre lingue
- Croato: Ljudevit[1]

## Origine e diffusione
È composto dalle radici slave lyudu ("popolo", "gente") e vit ("signore"), e può quindi essere interpretato come "signore del popolo". Il primo elementi si ritrova anche in Ludmilla, il secondo in Vítězslav.

## Onomastico
Il nome è adespota, non essendo portato da alcun santo, quindi l'onomastico ricade il 1º novembre, giorno di Ognissanti.

## Persone
- Ľudovít Čordák, pittore slovacco

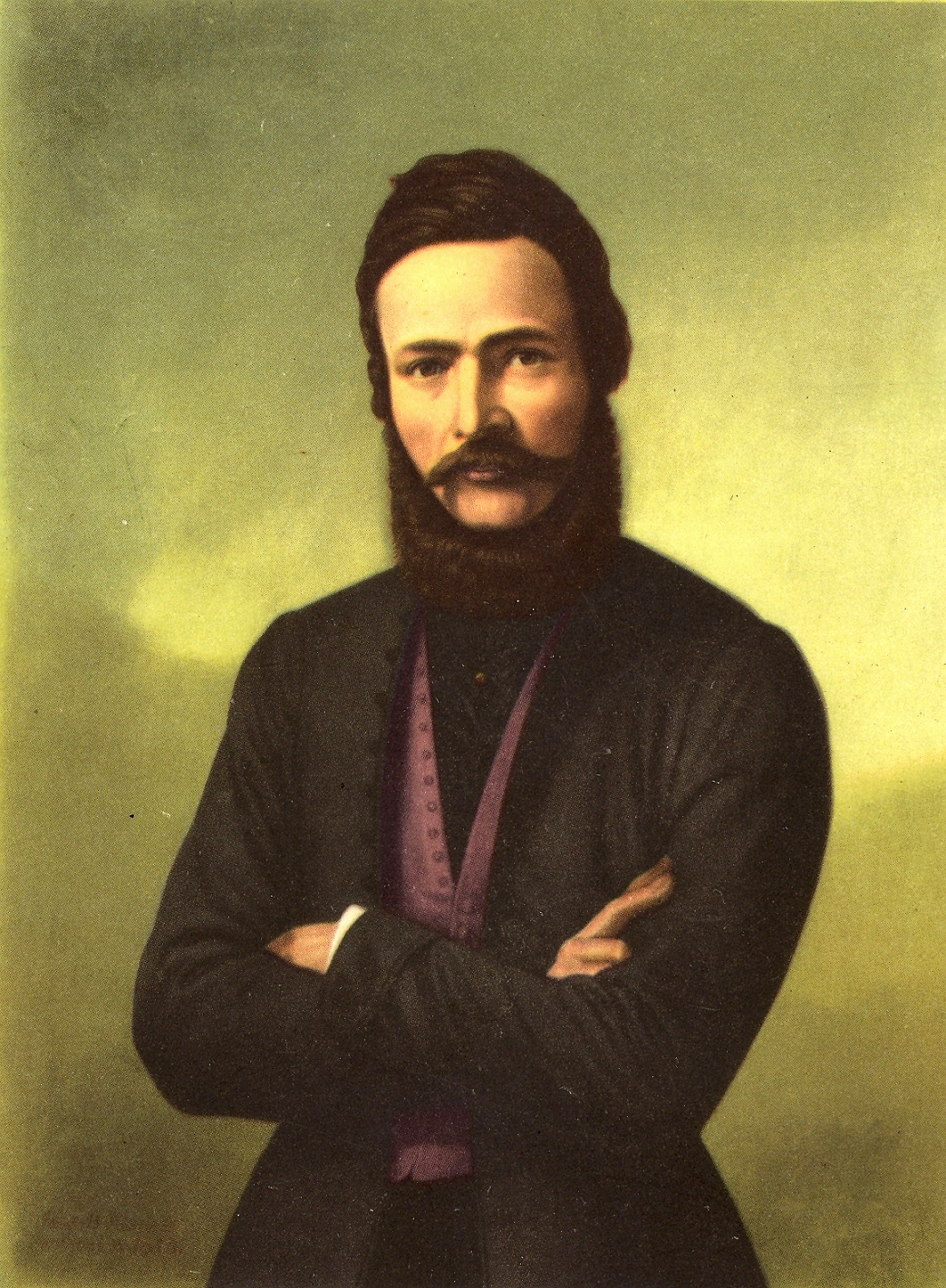
Ľudovít Štúr

- Ľudovít Fulla, pittore, illustratore e scenografo slovacco
- Ľudovít Kaník, politico slovacco
- Ľudovít Kubáni, poeta, scrittore e critico letterario slovacco
- Ľudovít Lačný, compositore di scacchi slovacco
- Ľudovít Maróthy, scrittore e pastore protestante slovacco
- Ľudovít Rizner, scrittore, bibliografo, etnografo e storico slovacco
- Ľudovít Štúr, linguista, poeta e giornalista slovacco

### Variante Ljudevit

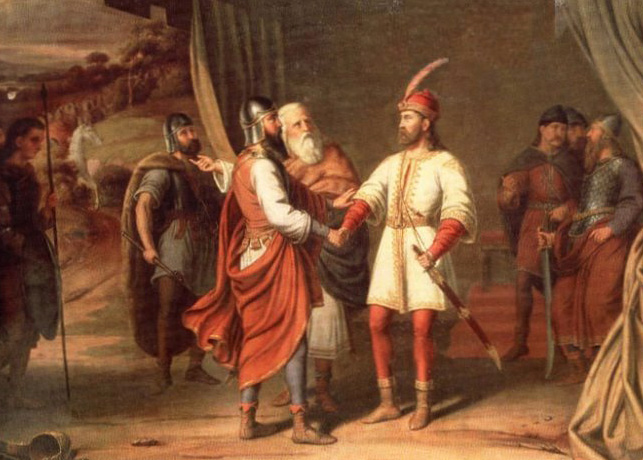
Ljudevit Posavski

- Ljudevit Gaj, politico, linguista e scrittore croato
- Ljudevit Posavski, duca del Principato della Croazia Pannonica
- Ljudevit Pivko, insegnante, patriota e ufficiale sloveno